# Alexander Dmitrijewitsch Barabanow
Alexander Dmitrijewitsch Barabanow (russisch Александр Дмитриевич Барабанов; englische Transkription: Alexander Dmitriyevich Barabanov; * 17. Juni 1994 in Sankt Petersburg) ist ein russischer Eishockeyspieler, der seit August 2024 bei Ak Bars Kasan in der Kontinentalen Hockey-Liga (KHL) unter Vertrag steht. Zuvor spielte der rechte Flügelstürmer bereits von 2013 bis 2020 für den SKA Sankt Petersburg in der KHL und gewann mit diesem zweimal den Gagarin-Pokal. Zwischenzeitlich war er drei Jahre für die San Jose Sharks in der National Hockey League (NHL) aktiv. Bei den Olympischen Winterspielen 2018 gewann Barabanow mit der russischen Nationalmannschaft unter neutraler Flagge die Goldmedaille.

## Karriere
Alexander Barabanow spielte in seiner Jugend für SKA-1946, das Juniorenteam von SKA Sankt Petersburg, in der Molodjoschnaja Chokkeinaja Liga (MHL). In der höchsten Nachwuchsspielklasse des Landes wurde er in der Saison 2012/13 bester Torschütze (39) und kam zudem für SKA-Newa Sankt Petersburg, das Farmteam des SKA, in der zweitklassigen Wysschaja Hockey-Liga zu seinem ersten Einsatz im Profibereich. In der Spielzeit 2013/14 debütierte der Angreifer in der Kontinentalen Hockey-Liga (KHL) und erhielt dort in den folgenden Jahren sukzessive mehr Spielzeit. In der Folge gewann er mit dem Team aus seiner Heimatstadt 2015 und 2017 die KHL-Playoffs um den Gagarin-Pokal.
Nach sieben Jahren in Diensten des SKA unterzeichnete Barabanow im April 2020 einen Einjahresvertrag für die Spielzeit 2020/21 bei den Toronto Maple Leafs aus der National Hockey League (NHL). Für diese bestritt er 13 NHL-Partien, während er auch in der American Hockey League (AHL) bei den Toronto Marlies eingesetzt und schließlich bereits im April 2021 im Tausch für Antti Suomela an die San Jose Sharks abgegeben wurde. Dort verbrachte der Russe die Spielzeit 2021/22 und erhielt aufgrund seiner Leistungen im Mai 2022 eine zweijährige Vertragsverlängerung.
Nach drei Jahren bei den Sharks kehrte er im August 2024 in die KHL zurück, wobei er sich Ak Bars Kasan anschloss.

### International
Sein Debüt auf internationalem Niveau gab Barabanow bei der U18-Weltmeisterschaft 2012, bevor er mit der russischen U20-Nationalmannschaft bei der U20-Weltmeisterschaft 2014 die Bronzemedaille gewann. Mit der A-Nationalmannschaft gewann er weitere Bronzemedaillen bei den Weltmeisterschaften 2017 und 2019, bevor er die Sbornaja unter neutraler Flagge bei den Winterspielen 2018 vertrat und dort mit dem Team Olympiasieger wurde.

## Erfolge und Auszeichnungen
- 2015 Gagarin-Pokal-Gewinn mit dem SKA Sankt Petersburg
- 2017 Gagarin-Pokal-Gewinn und Russischer Meister mit dem SKA Sankt Petersburg

### International
- 2014 Bronzemedaille bei der U20-Junioren-Weltmeisterschaft
- 2017 Bronzemedaille bei der Weltmeisterschaft
- 2018 Goldmedaille bei den Olympischen Winterspielen
- 2019 Bronzemedaille bei der Weltmeisterschaft

## Karrierestatistik
Stand: Ende der Saison 2023/24

### International
| Vertrat Russland bei: - U18-Junioren-Weltmeisterschaft 2012 - U20-Junioren-Weltmeisterschaft 2014 - Weltmeisterschaft 2017 | - Weltmeisterschaft 2018 - Weltmeisterschaft 2019 - Weltmeisterschaft 2021 | Vertrat die Olympischen Athleten aus Russland bei: - Olympischen Winterspielen 2018 |

(Legende zur Spielerstatistik: Sp oder GP = absolvierte Spiele; T oder G = erzielte Tore; V oder A = erzielte Assists; Pkt oder Pts = erzielte Scorerpunkte; SM oder PIM = erhaltene Strafminuten; +/− = Plus/Minus-Bilanz; PP = erzielte Überzahltore; SH = erzielte Unterzahltore; GW = erzielte Siegtore; 1 Play-downs/Relegation; Kursiv: Statistik nicht vollständig)